# Francesco Maria Mezzabarba Birago
Francesco Maria Mezzabarba Birago, II conte del Sacro Romano Impero (Milano, 1645 – Milano, 31 marzo 1697), è stato un nobile, numismatico e giurista italiano.

## Biografia
Nato a Milano nel 1645, Francesco Maria era figlio di Antonio Francesco Mezzabarba Birago, conte del Sacro Romano Impero, e di sua moglie Vittoria Landriani.
Seguendo la tradizione della sua famiglia, intraprese la carriera forense laureandosi all'Università degli Studi di Pavia nel 1684 e divenendo avvocato a Milano. Parallelamente inseguì la sua naturale propensione al collezionismo di antichità, costituendo nello specifico una copiosa biblioteca e un prezioso gabinetto di medaglie e monete antiche. Coltivò l'amicizia di studiosi come Antonio Magliabechi, Paolo Pedrusi, Jakob Gronov ed il cardinale Enrico Noris.
L'imperatore Leopoldo I del Sacro Romano Impero lo prescelse quale suo consigliere privato il 23 gennaio 1681 e lo nominò in seguito avvocato fiscale dello stato di Milano nel 1691. Alla fine di questo anno, venne inviato dal governatore di Milano a Castiglione con 18 cavalieri per sedare una rivolta dei sudditi contro il marchese Ferdinando II Gonzaga. Nel 1695 fu a Casale Monferrato per mediare nella contesa per la successione tra Francia e Impero e nuovamente per la causa intentata dai Gonzaga a Castiglione delle Stiviere, dove fu delegato con Carlo Borromeo Arese. 
Morì a Milano nel 1697.
Nella sua vasta collezione autore possedeva anche uno dei pochi esemplari al mondo de Le medaglie degli imperatori romani di Adolph Occo, volume al quale egli fece aggiunte personali manoscritte di cui poi si servì Filippo Argelati per rieditare l'opera nel 1730. Il numismatico francese Charles de Valois pubblicò le sue Observations sulla raccolta di medaglie del Mezzabarba, e lo stesso Francesco Maria pubblicò un volume dal titolo Numisma triumphale ac pacificum Joanni III, Poloniæ regi, dato alle stampe a Milano nel 1687, oltre ad un trattato specifico sulle medaglie di Commodo, rimasto manoscritto.

## Opere
- (LA) Numisma triumphale ac pacificum invictissimo Joanni III, ... Poloniae regi, etc, pace cum Moschis, ac foedere firmatis, a Francisco Mediobarbo Birago ... oblatum, C.F. Gagliardum, 1687,  p. 25..
- (LA) Imperatorum romanorum numismata a Pompeo Magno, Mediolani (ex Typographiae Ludovici Montiae (Lodovico Monza), 1683..

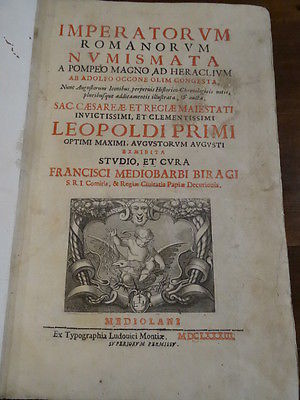
Frontespizio degli Imperatorum romanorum numismata

## Albero genealogico
|                                                                      |                  |                                      | Genitori                                    |  |  | Nonni |  |  | Bisnonni |  |  | Trisnonni |  |
|                                                                      |                  |                                      |                                             |  |  |       |  |  | ?        |  |  | ?         |  |
|                                                                      |                  |                                      |                                             |  |  |       |  |  | ?        |  |  | ?         |  |
|                                                                      |                  | ?                                    |                                             |  |  |       |  |  | ?        |  |  |           |  |
| Francesco Maria Mezzabarba                                           |                  |                                      |                                             |  |  |       |  |  | ?        |  |  |           |  |
|                                                                      |                  | ?                                    | ?                                           |  |  |       |  |  |          |  |  |           |  |
|                                                                      |                  | ?                                    | ?                                           |  |  |       |  |  |          |  |  |           |  |
|                                                                      |                  | ?                                    | ?                                           |  |  |       |  |  |          |  |  |           |  |
| Antonio Francesco Mezzabarba Birago, I conte del Sacro Romano Impero |                  | ?                                    |                                             |  |  |       |  |  |          |  |  |           |  |
|                                                                      |                  | Francesco Birago, signore di Mettone | Giacomo Marcello Birago, signore di Mettone |  |  |       |  |  |          |  |  |           |  |
|                                                                      |                  | Francesco Birago, signore di Mettone | Giacomo Marcello Birago, signore di Mettone |  |  |       |  |  |          |  |  |           |  |
|                                                                      |                  | Francesco Birago, signore di Mettone | Francesca Beolchi                           |  |  |       |  |  |          |  |  |           |  |
| Elena Birago                                                         |                  | Francesco Birago, signore di Mettone |                                             |  |  |       |  |  |          |  |  |           |  |
|                                                                      |                  | Ersilia Farolda                      | ?                                           |  |  |       |  |  |          |  |  |           |  |
|                                                                      |                  | Ersilia Farolda                      | ?                                           |  |  |       |  |  |          |  |  |           |  |
|                                                                      |                  | Ersilia Farolda                      | ?                                           |  |  |       |  |  |          |  |  |           |  |
| Francesco Maria Mezzabarba Birago, II conte del Sacro Romano Impero  |                  | Ersilia Farolda                      |                                             |  |  |       |  |  |          |  |  |           |  |
|                                                                      | Cesare Landriani | Pietro Francesco Landriani           |                                             |  |  |       |  |  |          |  |  |           |  |
|                                                                      | Cesare Landriani | Pietro Francesco Landriani           |                                             |  |  |       |  |  |          |  |  |           |  |
|                                                                      | Cesare Landriani | Camilla Missaglia                    |                                             |  |  |       |  |  |          |  |  |           |  |
| Francesco Landriani                                                  | Cesare Landriani |                                      |                                             |  |  |       |  |  |          |  |  |           |  |
|                                                                      |                  | Marcella Panigarola                  | Gabriele Panigarola                         |  |  |       |  |  |          |  |  |           |  |
|                                                                      |                  | Marcella Panigarola                  | Gabriele Panigarola                         |  |  |       |  |  |          |  |  |           |  |
|                                                                      |                  | Marcella Panigarola                  | ?                                           |  |  |       |  |  |          |  |  |           |  |
| Vittoria Landriani                                                   |                  | Marcella Panigarola                  |                                             |  |  |       |  |  |          |  |  |           |  |
|                                                                      |                  | Michelangelo Lazzari                 | ?                                           |  |  |       |  |  |          |  |  |           |  |
|                                                                      |                  | Michelangelo Lazzari                 | ?                                           |  |  |       |  |  |          |  |  |           |  |
|                                                                      |                  | Michelangelo Lazzari                 | ?                                           |  |  |       |  |  |          |  |  |           |  |
| Vittoria Lazzari                                                     |                  | Michelangelo Lazzari                 |                                             |  |  |       |  |  |          |  |  |           |  |
|                                                                      |                  | ?                                    | ?                                           |  |  |       |  |  |          |  |  |           |  |
|                                                                      |                  | ?                                    | ?                                           |  |  |       |  |  |          |  |  |           |  |
|                                                                      |                  | ?                                    | ?                                           |  |  |       |  |  |          |  |  |           |  |
|                                                                      |                  | ?                                    |                                             |  |  |       |  |  |          |  |  |           |  |